# Deathfist
Deathfist ist eine deutsche Thrash-Metal-Band aus Solingen und Koblenz, die im Jahr 2008 gegründet wurde.

## Geschichte
Die Band wurde im Oktober 2008 von Sängerin Corinna Becker und Gitarrist Markus Wichmann gegründet. Kurz danach kam Schlagzeuger Tormentor zur Besetzung, dem danach Bassist Martin Bastian folgte. Kurz darauf nahmen sie im März 2009 Lieder für ihre erste EP auf. Sie wurde im Juni 2009 unter dem Namen Demons über High Roller Records veröffentlicht. Im Juli folgte dann der erste Live-Auftritt. Den Sommer verbrachte die Band mit dem Schreiben von neuem Material. Gegen Ende des Sommers verließ Tormentor die Band und wurde durch Schlagzeuger Jan Luchtenberg ersetzt. Im Dezember 2009 und Januar 2010 schrieb die Band weiter neue Lieder, woraus ihr Debütalbum Too Hot to Burn entstand. Das Album erschien im selben Jahr auf CD bei Pure Steel Records und auf Vinyl bei High Roller Records.

## Stil
Die Band spielt klassischen Thrash Metal, wobei auch vereinzelt Einflüsse aus dem Black Metal hörbar sind.

## Diskografie
- Deathfist Demo (Demo, 2009, Eigenveröffentlichung)
- Demons (EP, 2009, High Roller Records)
- Too Hot to Burn (Album, 2010, Pure Steel Records (CD), High Roller Records (Vinyl))